# 구정컵
구정컵 국제축구대회(영어: Lunar New Year Cup 루나 뉴 이어 컵[*])는 홍콩에서 설날을 전후로 열리는 국제 축구 대회이다. 과거에는 스폰서명에 의해 칼스버그컵 축구대회(Carlsburg Cup)라고도 불렸다. 2010년과 2011년에는 아시안 챌린지컵(Asian Challenge Cup)이라는 이름으로 개최했으며 2013년부터 다시 구정컵이라는 이름으로 개최했다.

## 역대 대회
| 연도   | 우승                                 | 준우승                     | 3위                        | 4위                        |
| ------ | ------------------------------------ | -------------------------- | -------------------------- | -------------------------- |
| 1974년 | 홍콩                                 | CA 주벤투스                | 스포르팅 CP                | 빈칸                       |
| 1977년 | 스파르타 로테르담                    | 홍콩                       | 홍콩 선발팀                | 빈칸                       |
| 1978년 | 중화인민공화국                       | 세르베트 FC                | 홍콩                       | 빈칸                       |
| 1979년 | 광둥 세미프로                        | 외스테르스 IF              | 홍콩 선발팀                | 빈칸                       |
| 1982년 | FK 아우스트리아 빈                   | 할렐루야 축구단            | 세이코 SA                  | 홍콩                       |
| 1983년 | 홍콩 선발팀                          | 할렐루야 축구단            | 오르후스 GF                | 베이징 선발팀              |
| 1984년 | FK 파르티잔                          | 홍콩 선발팀                | 대우 로얄즈                | 륑뷔 BK                    |
| 1985년 | 홍콩 브리티시 선발팀                 | 홍콩 선발팀                | 빈칸                       | 빈칸                       |
| 1986년 | 파라과이                             | 대한민국                   | 홍콩 선발팀                | 빈칸                       |
| 1987년 | 브뢴뷔 IF                            | 홍콩                       | 베이징 세미프로            | 상하이 세미프로            |
| 1988년 | 홍콩 선발팀                          | 오르후스 GF                | 럭키금성 황소              | 다롄 FC                    |
| 1989년 | 말뫼 FF                              | 중화인민공화국             | 홍콩                       | 오덴세 BK                  |
| 1990년 | 스파르타 프라하                      | 중화인민공화국             | 스파르타크 모스크바        | 홍콩 선발팀                |
| 1991년 | 홍콩 선발팀                          | 애스턴 빌라                | 디나모 모스크바            | 태국                       |
| 1992년 | 홍콩 선발팀                          | FK 파르티잔                | 스테아우아 부쿠레슈티      | 영 보이스                  |
| 1993년 | 스위스                               | 홍콩 선발팀                | 덴마크 U-21                | 일본                       |
| 1994년 | 덴마크                               | 홍콩 선발팀                | 루마니아 선발팀            | 미국                       |
| 1995년 | 유고슬라비아                         | 대한민국                   | 콜롬비아                   | 홍콩 선발팀                |
| 1996년 | 스웨덴                               | 일본                       | 폴란드                     | 홍콩 선발팀                |
| 1997년 | 러시아                               | 스위스                     | 유고슬라비아               | 홍콩 선발팀                |
| 1998년 | 나이지리아                           | 홍콩 선발팀                | 이란                       | 칠레                       |
| 1999년 | 멕시코                               | 이집트                     | 불가리아                   | 홍콩 선발팀                |
| 2000년 | 체코                                 | 멕시코                     | 일본                       | 홍콩 선발팀                |
| 2001년 | 노르웨이                             | 홍콩 선발팀                | 대한민국                   | 파라과이                   |
| 2002년 | 온두라스                             | 홍콩 선발팀                | 슬로베니아                 | 중화인민공화국             |
| 2003년 | 우루과이                             | 이란                       | 덴마크 선발팀              | 홍콩 선발팀                |
| 2004년 | 노르웨이                             | 온두라스                   | 스웨덴                     | 홍콩 선발팀                |
| 2005년 | 브라질                               | 홍콩                       | 빈칸                       | 빈칸                       |
| 2006년 | 덴마크                               | 대한민국                   | 크로아티아                 | 홍콩                       |
| 2007년 | 자메이카 올림픽팀                    | 중화인민공화국 올림픽팀    | 오스트레일리아 올림픽팀    | 홍콩 선발팀                |
| 2008년 | 홍콩 선발팀                          | 하이두크 스플리트          | 페냐롤                     | 울산 현대                  |
| 2009년 | 사우스 차이나 & 홍콩 페가수스 연합팀 | 스파르타 프라하            | 수원 삼성 블루윙즈         | 홍콩 선발팀                |
| 2010년 | 포항 스틸러스                        | 킷치                       | 홍콩 페가수스              | 빈칸                       |
| 2011년 | 톈진 테다                            | 광저우 헝다                | 울산 현대                  | 사우스 차이나              |
| 2012년 | 성남 일화 천마                       | 시미즈 에스펄스            | 광저우 푸리                | 사우스 차이나              |
| 2013년 | 부산 아이파크                        | 상하이 상강                | 홍콩 선발팀                | 무앙통 유나이티드          |
| 2014년 | 시티즌 & 쿠엥카 연합팀               | 올랴넨스                   | 크릴리야 소베토프          | FC 도쿄                    |
| 2015년 | 뉴욕 코스모스                        | 사우스 차이나              | 빈칸                       | 빈칸                       |
| 2016년 | 홍콩 선발팀                          | 홍콩                       | 빈칸                       | 빈칸                       |
| 2017년 | 오클랜드 시티                        | 킷치                       | 무앙통 유나이티드          | FC 서울                    |
| 2018년 | 홍콩 선발팀                          | 홍콩                       | 빈칸                       | 빈칸                       |
| 2019년 | 산둥 루넝                            | 사간 도스                  | 홍콩 선발팀                | 오클랜드 시티              |
| 2020년 | 코로나19 범유행으로 취소됨           | 코로나19 범유행으로 취소됨 | 코로나19 범유행으로 취소됨 | 코로나19 범유행으로 취소됨 |

## 같이 보기
- 기린컵
- 네루컵 국제축구대회
- 머라이언컵 국제축구대회
- 메르데카 국제축구대회
- 인도네시아 독립컵
- 자카르타 기념 국제축구대회
- 코리아컵 국제축구대회
- 퀸스컵
- 킹스컵
- IFA 실드